# Imke Woelk
Imke Woelk (* 11. Dezember 1964 in Hamburg) ist eine deutsche Architektin und Künstlerin. Im Jahr 2003 wurde sie mit dem Rompreis der Deutschen Akademie Villa Massimo ausgezeichnet.

## Leben
Imke Woelk wuchs in Hamburg und Hannover auf und machte 1986 das Abitur. Sie studierte an der Leibniz Universität Hannover, der TU Braunschweig und der Università Iuav di Venezia Architektur. Als Gaststudent der HBK Braunschweig studierte sie Photographie bei Michael Ruetz. Im Jahr 2003 wurde sie mit dem Jahresstipendium der Deutschen Akademie Rom Villa Massimo ausgezeichnet. An der Graduate School of Design in Harvard absolvierte sie den Kurs The Architectural Imagination bei K. Michael Hays und Erika Naginski. 2010 wurde sie an der TU Berlin bei Finn Geipel und Andres Lepik mit der Arbeit Der offene Raum: Der Gebrauchswert der Halle der Neuen Nationalgalerie von Ludwig Mies van der Rohe promoviert. Zu den Themen Identitäten, Umweltbezug und Ästhetik erarbeitet und realisiert sie regelmäßig regenerative und sozialsensible Raummodelle.

## Werk
Von 1993 bis 1996 arbeitete Imke Woelk in den Architekturbüros von Massimiliano Fuksas in Rom und Will Alsop in London und entwickelte Raumkonzepte unter Infragestellung geltender Planungsorthodoxien. Gemeinsam mit Martin Cors gründete sie 1998 in Berlin das Büro IMKEWOELK + Partner, das Architektur, Kunst, Forschung und Planung an der Schnittstelle von Mensch und Umwelt verbindet. Von 2000 bis 2003 arbeitete sie als wissenschaftliche Mitarbeiterin am Labor für integrative Architektur LIA der TU Berlin und nahm im Anschluss eine Gastprofessur an der Duksung Women’s University im College of Art and Design in Seoul an. 2011 war sie mit einer Einzelausstellung von Zeichnungen zur Katsura-Villa in der Galerie Dittmar in Berlin vertreten. Seit 2016 ist sie Mitglied des Beratungsausschusses Kunst für den Bereich Architektur und Städtebau der Berliner Senatsverwaltung für Kultur und Europa.  Im selben Jahr übernahm sie eine Dozententätigkeit an der Academy for Architectural Culture (aac), unter der Leitung von Meinhard von Gerkan. Dort leitete sie den Workshop From Module to Urban Quarter zu modularen Wohnbaukonzepten für urbane Nachverdichtung. Von 2017 bis 2019 konzipierte und moderierte sie mit Wilhelm Klauser für die Wohnungsbaugesellschaft Berlin-Mitte drei Fachtagungen zur innovativen Entwicklung von Stadtquartieren und Wohnformen im Architekturforum AEDES. 2019 übernahm Imke Woelk den Juryvorsitz für den Tschechischen Architekturpreis. 2020 wurde sie in den Deutschen Werkbund berufen. 2022 beteiligte sie sich an der Gruppenausstellung Positionen zum Verhältnis zwischen Mensch und Natur in der Architekturgalerie Weissenhof Stuttgart. Im selben Jahr diskutierte sie in 3Sat-Sendung Scobel - Zukunft Gestalten mit Stephan Brunnhuber, Frederic Hanusch und Gerd Scobel und warb für eine Architektur, die Urbanität als treibende Kraft für eine ökologische Transformation begreift.

## Projekte (Auswahl)
- 2003 Museum, Nam June Paik Art Center, Entwurf eines unvollständigen Gebäudes. Yongin, Korea
- 2006 Topographie des Terrors, Studie eines Dokumentationszentrums zur Aufarbeitung des Nationalsozialismus, Berlin
- 2009 Freiheits- und Einheitsdenkmal, Konzeption eines Erinnerungsortes für die deutsche Wiedervereinigung, Berlin
- 2013 Gartenheim, Ertüchtigungsmodell von Gartenkolonien für dauerhafte Wohnzwecke, Berlin
- 2015 Berlin Modern – Erweiterungsbau für die Neue Nationalgalerie Berlin (Entwurf)
- 2016 Koexistenzbauten für eine Wohnsiedlung innerhalb landwirtschaftlich genutzter Flächen, Amposta, Spanien
- 2017 Stadt als Naturmetropole, Entwurf einer dezentralisierten Stadt mit 50 % vergrößerten Naturraum, Berlin
- 2018 Hypercity 2130, Urbanisierungsstudie entlang vorhandener Infrastruktur, Autobahn A24, Hamburg – Berlin
- 2019 Naturreservat mit Randbebauung, Skizze für eine zukünftige IBA und Bundesgartenschau, Tempelhofer Feld, Berlin
- 2022 Experimentalbau, Wohnhaus, Berlin-Frohnau
- 2025 Langhaus für die Jugend, Priorat St. Ansgar, Kloster Nütschau

## Wettbewerbe
Im internationalen Architekturwettbewerb 400.000 Habitatges, der sich der Entwicklung ländlicher Regionen im Großraum Barcelona widmete, setzte sich die bis dahin unbekannte Woelk 2004 mit ihrem Entwurf durch. Die Jury, der u. a. Jacques Herzog, Ryūe Nizishawa, Alejandro Zaera-Polo angehörten, verlieh ihrem Projekt den 1. Preis. Insgesamt beteiligte sie sich im Gebäude- und Stadtentwicklungssektor an mehr als 30 Wettbewerben und 40 Machbarkeitsstudien öffentlicher Institutionen.

## Auszeichnungen
Imke Woelk wurde 2003 mit dem Jahresstipendium der Deutschen Akademie Rom Villa Massimo in der Sparte Architektur ausgezeichnet. 2015 erhielt sie die Working Residency der Danish Arts Foundation, Jørn Utzon. Ihre Videoarbeit  After All. The Culture of Nature war 2019 Teil der offiziellen AFFIV-Auswahl des Art Film Festivals in Cannes.

## Schriften

### Artikel und Buchbeiträge
- The Architectural Fragment as Space between Environment and Society, in Fragmental – On the Dissolution of Public Space, Hrsg. Heike Hanada, König Verlag, 2024
- Dokumentationszentrum ‚Topographie des Terrors‘, in Women in Architecture. Facetten weiblicher Baukultur, Hrsg. n-ails, Jovis Verlag, Berlin, 2022  ISBN 978‑3‑86859‑763‑9
- Der Tiefgarten: Über die Restaurierung des Innenhofs der Neuen Nationalgalerie Berlin, in BAUWELT 09/2021, Berlin
- Museum des 20. Jahrhunderts, Kulturforum Berlin, in Berlin Atlas – Architektur als Kritik an dem, was da ist, Hrsg. Urs Füssler & Andrew Alberts, Bund Deutscher Architekten, Berlin, 2021
- Spezifischer Gebrauchswert eines universalen Raums. Lesarten der Neuen Nationalgalerie von Ludwig Mies van der Rohe (Feature), in ARCH+ Ausgabe 230: Projekt Bauhaus 2, Hrsg. Kuhnert/Ngo/Uhlig, Berlin 2017 ISBN 978‑3‑931435‑45‑5
- Berlin Common Archipelagos, in Learning from Berlin – Die Großstruktur als urbaner Generator, Hrsg. Roger Riewe, TU Graz Verlag, 2019 ISBN 978‑3‑85125‑647‑5
- Eine andere Natur – Über das fragwürdige Verhältnis zwischen Mensch und Tier, in Bärenzwinger Berlin – Spuren Architekturen Projektionen, Hrsg. Bezirksamt Berlin-Mitte, Kerber Verlag, 2019 ISBN 978‑3‑7356‑0652‑5
- Gartenheim – Potential innerstädtischer Nachverdichtung, in Rurbane Landschaften, Hrsg. Sigrun Langner, Transcript Verlag, Bielefeld 2018 ISBN 978‑3‑8376‑4283‑9
- Gartenheim, Nachverdichtung von Kleingärten, in ARCH+ Ausgabe 225: Legislating Architecture, 2016 ISBN 978‑3‑931435‑36‑3
- Nachverdichtung in Berlin-Köpenick, in Urban Living – Strategien für das zukünftige Wohnen, Hrsg. Kristien Ring AA Projects, JOVIS Verlag, Berlin 2015 ISBN 978‑3‑86859‑331‑0

### Dissertation
- Der offene Raum: Der Gebrauchswert der Halle der Neuen Nationalgalerie in Berlin von Ludwig Mies van der Rohe, TU Berlin Univ.-Bibliothek, 2010

### Monographien und Projektpublikationen
- Imke Woelk, Architekturprojekte 2003–2004 (Monographie), Villa Massimo Rom, Hrsg. Gli Ori, 2004
- Programm – Dichte – Kontext – Zeit: Entwurfslehre 2000–2002, TU Berlin Verlag, 2003
- WORK Capital of Social Space 1+2: Entwurfslehre 1998–1999, TU Berlin Verlag, 2000